# Cécile DeWitt-Morette
Cécile Andrée Paule DeWitt-Morette (París, França, 21 de desembre de 1922-8 de maig de 2017) va ser una matemàtica i física francesa. Va fundar una escola d'estiu a Les Houches, als Alps francesos. Per això i per les seves publicacions se li va concedir la Medalla als Assoliments Distingits de la Societat Americana de la Legió d'Honor l'any 2007. Entre els assistents a l'escola d'estiu hi ha més de vint estudiants que acabarien guanyant el premi Nobel, inclosos Pierre-Gilles de Gennes, Georges Charpak, i Claude Cohen-Tannoudji, que va afirmar que l'escola havia contribuït en el seu èxit.

## Biografia
Cécile Morette va néixer al 1922 i va créixer a Normandia, on l'any 1943 va obtenir el seu License des Sciences de la Universitat de Cauen.
Malgrat la seva intenció inicial de convertir-se en cirurgiana, va completar un grau en matemàtiques, física i química ateses les limitades oportunitats d'assistir a escoles mèdiques a França durant la Segona Guerra Mundial.
Després d'acabar la carrera, es va traslladar a la Universitat de París, on estava estudiant quan la seva mare, la seva germana i la seva àvia van morir durant el bombardeig aliat de Caen per donar suport als desembarcaments del Dia D. El 1944, mentre encara treballava per obtenir el seu doctorat a la Universitat de París, Morette va acceptar un treball en el Centre National de la Recherche Scientifique, sota la direcció de Frederic Joliot-Curie. Va completar el seu doctorat, titulat Sur la production des mésons dans les chocs entre nucléons (Sobre la producció de mesons en els xocs entre nucleons) l'any 1947.
El 1948, Robert Oppenheimer la va convidar a l'Institut d'Estudis Avançats de Princeton, a Nova Jersey, després de ser ell nomenat director de l'institut. Allí va conèixer al seu futur marit i col·laborador científic, Bryce DeWitt. La parella es va casar l'any 1951 i van tenir quatre fills.
Per revitalitzar la recerca en matemàtiques i física a França després de la guerra, DeWitt-Morette va fundar una escola d'estiu a Les Houches, als Alps francesos, l'any 1951. Ella mateixa va explicar com va obtenir el finançament colant-se en una oficina del ministeri i convencent als seus col·legues masculins per donar suport a la idea fent-la passar per seva.
Morette va dirigir l'escola durant els següents 22 anys. Més de vint assistents de l'escola entre alumnes i ponents van obtenir el premi Nobel. Un guanyador de la medalla Fields va afirmar que l'escola d'estiu era responsable de la seva carrera en matemàtiques. Els premis Nobel Pierre-Gilles de Gennes, Georges Charpak i Claude Cohen-Tannoudji van afirmar que l'escola els havia ajudat en el seu èxit. L'any 1958 l'OTAN va fundar diversos centres d'estudis avançats basats a l'escola d'estiu de Morette.
Bryce DeWitt va morir el 2004 de càncer. L'any 2007, DeWitt-Morette va ser guardonada amb la Medalla als Assoliments Distingits de la Societat Americana de la Legió d'Honor a Nova York. En aquest moment ocupava el càrrec de professora emèrita Centenari Jane i Roland Blumberg de la Universitat de Texas a Austin.

## Obra
El 1953, un membre de la Gravity Research Foundation, Agnew Bahnson, va contactar amb Bryce DeWitt amb una proposta per a la fundació d'un institut de recerca sobre la gravetat. El nom que van acordar va ser «Institut per a la Física de Camps» i es va establir l'any 1956 a la Universitat de Carolina del Nord en Chapel Hill sota la direcció de Bryce i Cécile.
L'any 1958, Cécile DeWitt-Morette va convidar Léon Motchane a visitar l''Institut d'Estudis Avançats de Princeton als Estats Units, la qual cosa va inspirar Motchane per establir un institut dedicat a la recerca fonamental en tres àrees: les matemàtiques, la física teòrica i la metodologia de les ciències humanes, sobre el que més tard va crear l'Institut des Hautes Études Scientifiques.

### Expedició per provar la relativitat general
L'any 1972, Morette i el seu marit van dirigir una expedició a Mauritània per confirmar que la trajectòria de la llum es corbava d'acord a la teoria de la relativitat general. Aquestes mesures les van realitzar durant l'eclipsi solar que va tenir lloc en aquell moment. Comparant les imatges durant l'eclipsi amb les que van prendre sis mesos més tard, van confirmar que, tal com prediu la teoria, la llum es corbava en passar al costat d'objectes molt massius. Morette i el seu marit es van incorporar a la Universitat de Texas al 1972. Ella va començar a treballar cada vegada més en física enlloc d'en matemàtiques, i va ser nomenada catedràtica al 1985.

## Premis i condecoracions
En 2007, DeWitt-Morette va ser guardonada amb la Medalla als Assoliments Distingits de la Societat Americana de la Legió d'Honor a Nova York. En aquell moment ocupava el càrrec de professora emèrita Centenari Jane i Roland Blumberg de la Universitat de Texas a Austin.